# Oedemera amurensis
Oedemera amurensis is een keversoort uit de familie schijnboktorren (Oedemeridae). De wetenschappelijke naam van de soort is voor het eerst geldig gepubliceerd in 1884 door von Heyden.